# بغين (سلطان أباد)
بغين (بالفارسية: پگین) هي منطقة سكنية تقع في إيران في قسم سلطان أباد الريفي. يقدر عدد سكانها بـ 14 نسمة بحسب إحصاء 2016.